# Ŵ
Ŵ (minuskule ŵ) je speciální znak latinky. Nazývá se W se stříškou (nebo cirkumflexem). Vyskytuje se ve velštině, kde se čte přibližně stejně jako české Ú. Dále se používá v afrických jazycích čičěvštině a nsenga. Ve standardu Unicode má písmeno tyto kódy:
- Ŵ: U+0174
- ŵ: U+0175